# Landsnäs
Landsnäs är en gård och ort på en udde i Sommen söder om Malexander i Boxholms kommun. 
Landsnäs var ursprungligen en gård men idag består Landsnäs av ett flertal olika hushåll - både fast boende och fritidsgäster - även utanför det gamla läget för gården. Många av hushållen idag är de torp som traditionellt hört till Landsnäs gård, vissa med anor som sträcker sig tillbaka till frihetstiden. Landsnäs huvudsakliga bebyggelse ligger i direkt anslutning till Sommen samt den omgivande barr- och tallskogen.   

## Historia
Den äldsta noteringen om mänsklig verksamhet i området är från år 1482, då "Landtzensnaess" omnämns som en gård tillhörandes Malexander socken. Men människor har rört sig i trakten betydligt längre än så, vilket fornfynd (i form av två stensatta gropar) söder om Uddesbo vittnar om. Det finns även en kulturhistorisk lämning i Landsnäs, i form av en gränssten, som dock ej har kunnat tidsbestämmas.  
På 1680-talet ägdes gården av Claes Flemming som under samma år ledde konungen Karl XI:s reduktionskommission. 
Även om relativt lite är känt om verksamheten vid gården under stormaktstid och frihetstid vet vi att här låg tre kvarnar, noterade mellan 1666 och 1737, samt en såg 1735-1737. 
Till de gamla torpen i Landsnäs räknas: Bergvik, Hammarsberg/Kämpetorp, Karlshamn , Sjöberget, Skräddarestugan/Västantorp och Uddesbo.